# Спрингвил
Спрингвил (на английски: Springville) е град в окръг Юта, щата Юта, САЩ. Спрингвил е с население от 20 424 жители (2000) и обща площ от 29,9 km². Намира се на 1395 m надморска височина. ЗИП кодът му е 84663, а телефонният му код е 385, 801.